# (6833) 1993 FC1
(6833) 1993 FC1 là một tiểu hành tinh vành đai chính. Nó được phát hiện bởi Seiji Shirai và Shuji Hayakawa ở Hidaka Observatory ngày 19 tháng 3 năm 1993.